# Parc naturel du lac de Sanabria
Le parc naturel du lac de Sanabria (en castillan : Parque Natural del Lago de Sanabria y Alrededores) est un parc naturel situé autour du lac de Sanabria au Nord-Ouest de la province de Zamora dans la zone montagneuse formée par les chaînes des Sierra Segundera et Sierra de la Cabrera. Le parc s'étend sur 22 365 hectares, entre 997 mètres d'altitude au lac et 2 124 mètres d'altitude au sommet du Peña Trevinca. 
D'une superficie de 318,7 ha, le lac qui donne son nom au parc est le plus grand lac d'origine glaciaire de la péninsule Ibérique. Sa profondeur maximum est de 53 mètres. Les nombreux petits lacs et canyons qui jalonnent le parc sont la trace de l'activité glaciaire du quaternaire.

## Situation géographique

### Communes
Le parc s'étend sur les territoires des communes de Galende, Cobreros, Trefacio  et Porto de Sanabria.